# Sapaea
Abantis là một chi bướm ngày thuộc họ Bướm nâu.